# Jacobus Capitein
Jacobus Elisa Johannes Capitein, né vers 1717 dans la colonie de Côte de l'Or et mort en février 1747, est ancien esclave devenu pasteur soutenant la compatibilité de l'esclavage avec le christianisme. 
Il est vraisemblablement le premier pasteur noir et le premier Africain à étudier dans une université européenne. Il est peut-être également le deuxième Africain à avoir obtenu un doctorat après Anton Wilhelm Amo en 1734.

## Premières années
Capitein, dont le nom africain est inconnu, a été capturé en 1725, à l’âge de 8 ans. Il est vendu comme esclave à Arnold Steenhart, un capitaine néerlandais. La même année, Steenhart l’offrit en cadeau à un commerçant de la Compagnie néerlandaise des Indes occidentales du nom de Jacobus van Goch.
À l’âge de 11 ans, Capitein fut amené en Hollande, en 1728, pour vivre à La Haye avec Van Goch, qui l’a traité en fils adoptif et lui a donné le nom de famille de « Capitein » (« capitaine » en néerlandais). Mis à l’école, Jacobus s’est trouvé exceller à l’étude de la peinture, la lecture et l’écriture, les mathématiques et les langues classiques. Baptisé dans l’Église réformée néerlandaise en 1735, Capitein a fait savoir qu’il voulait retourner comme missionnaire en Afrique. Son père adoptif lui a donc permis d’intégrer en 1737 l’université de Leyde, pour y étudier la théologie et devenir pasteur.

## Défense de l’esclavage
Le 10 mars 1742, Capitein a soutenu sa thèse défendant le droit des chrétiens de garder des esclaves, intitulée De servitude, libertati christianae non contraria, où il défend l’esclavage comme « niet strydig tegen de christelyke vryheid » (« nullement en conflit avec la liberté chrétienne »). Il y souligne qu’il n’y a pas besoin de libérer l’esclave qui devient chrétien, et que les propriétaires d’esclaves devraient donc autoriser le baptême de leurs esclaves. L’objectif principal de cette thèse, qui fait valoir que les Africains pouvaient être baptisés tout en restant esclaves, est d’encourager leur baptême. Capitein a ainsi présenté un contre-argument à Godefridus Cornelisz Udemans, un pasteur néerlandais qui avait fait valoir que les esclaves devaient être libérés sept ans après leur baptême. Une telle thèse aurait effectivement dissuadé les propriétaires d’esclaves de faire baptiser leurs esclaves parce qu’ils étaient désireux de conserver leurs actifs et s’y seraient donc opposés.
On ne sait pas clairement si Capitein a réellement obtenu son doctorat avec cette thèse, car elle n’est pas répertoriée dans les archives de l’université.

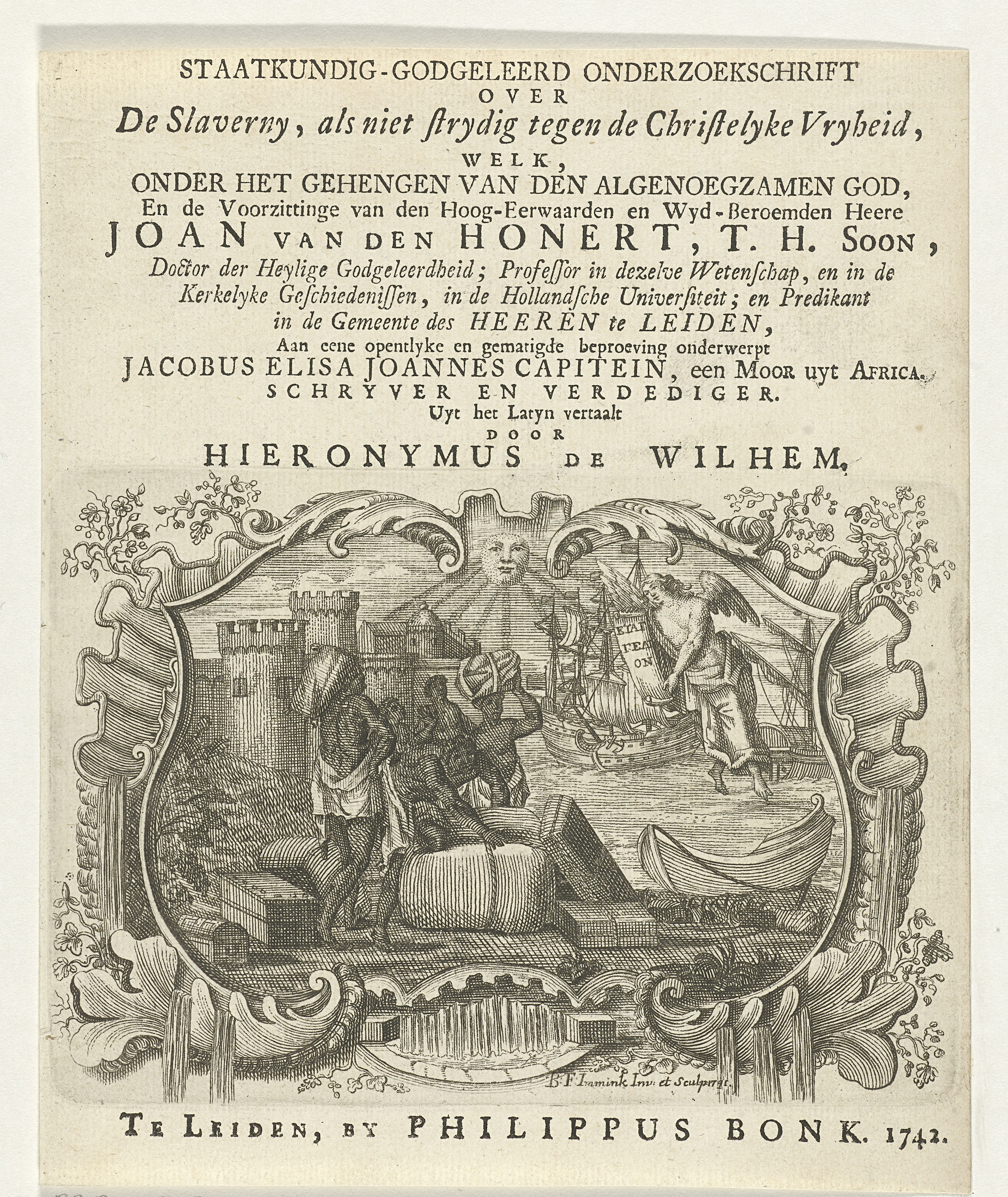
Édition néerlandaise de la thèse de Capitein (1742).
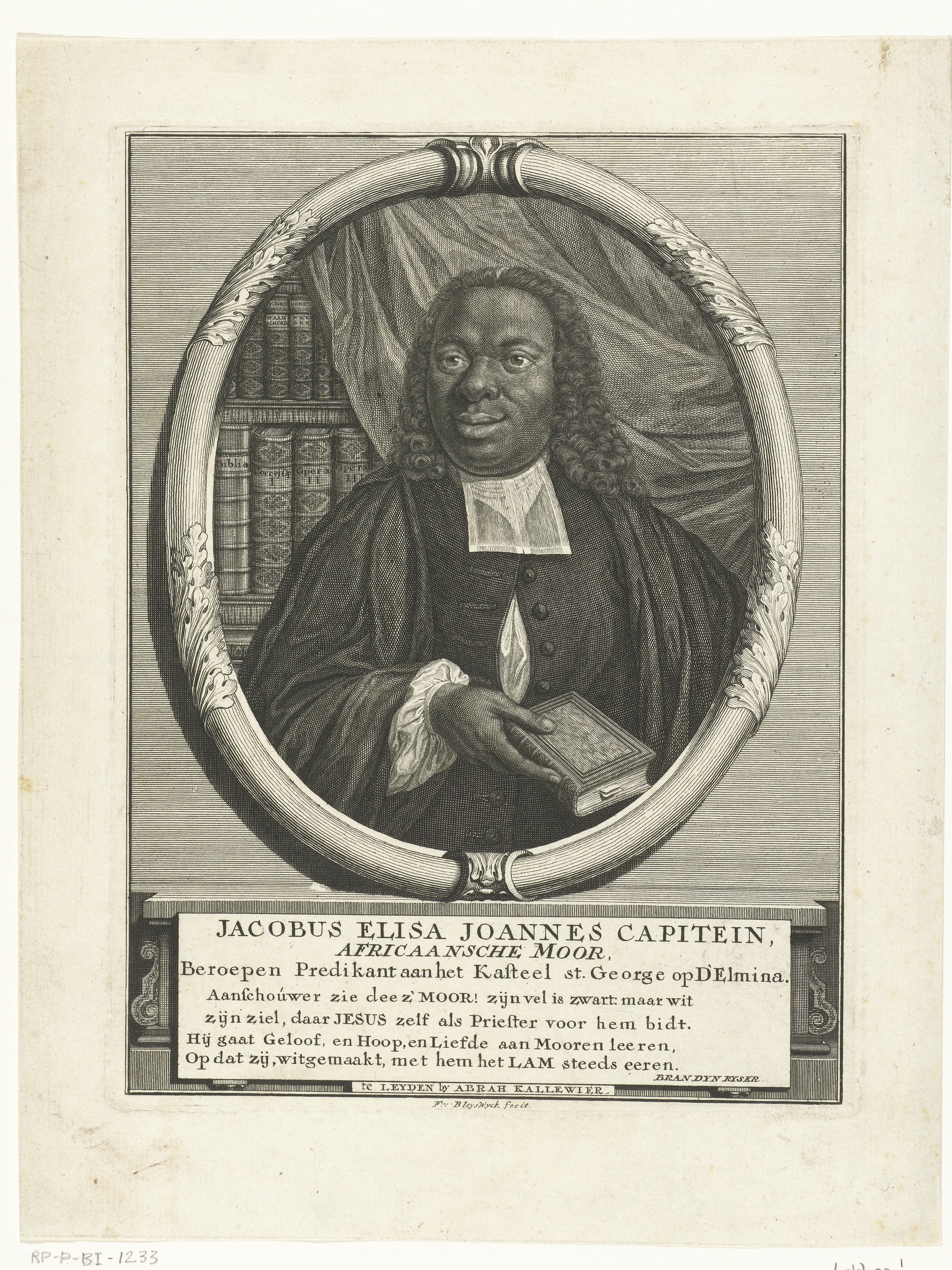
Portrait (1742).
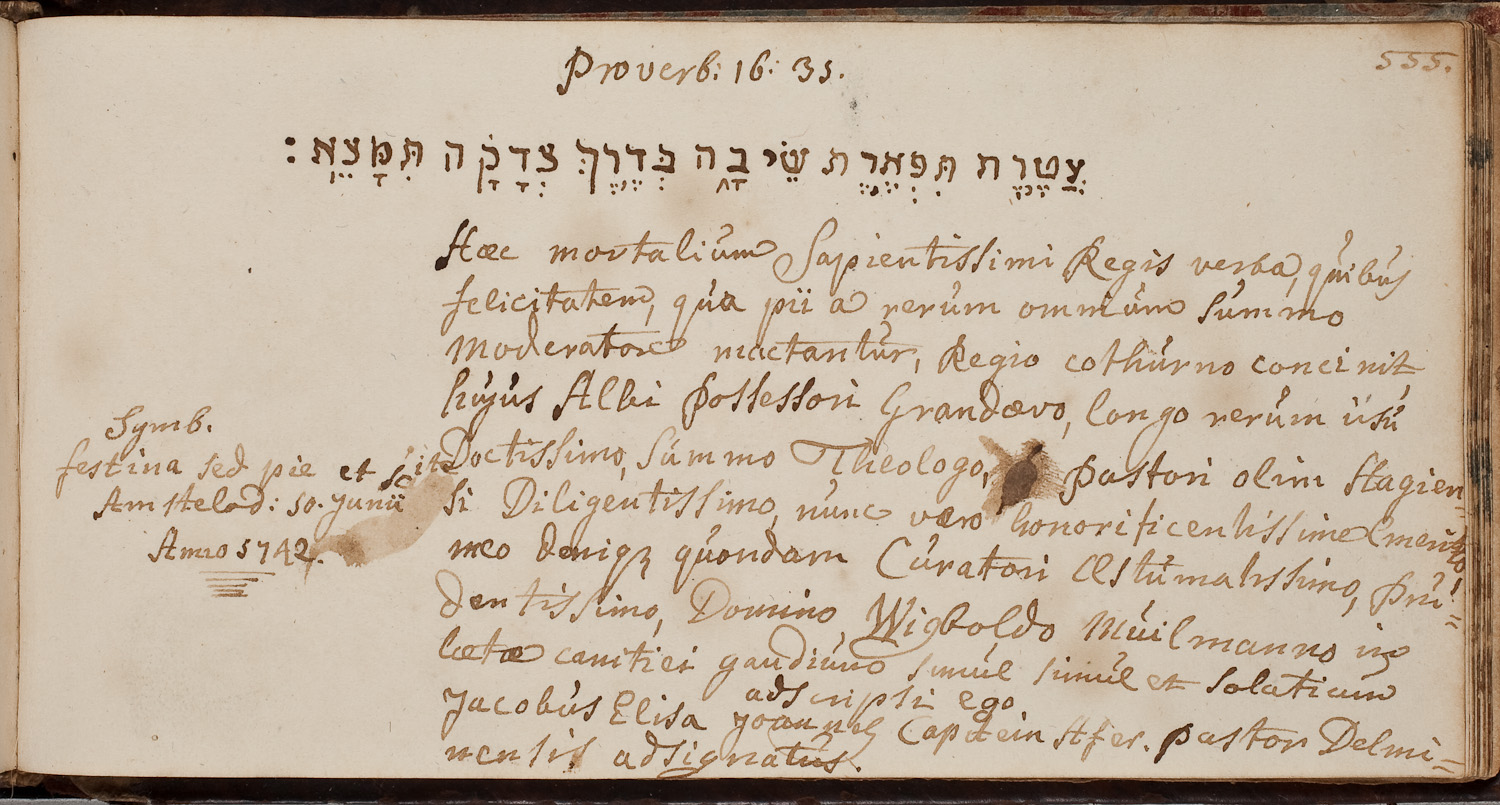
Écriture de Capitein dans un Album amicorum (1742).

## Mission
Sa défense de l’esclavage a rendu Capitein populaire auprès de la Compagnie des Indes occidentales, et il a été nommé pasteur du fort d’Elmina, la plaque tournante de la traite néerlandaise le long de l’actuel Ghana. Après une brève tournée des Pays-Bas, où il a été célébré comme que pasteur « noir », Capitein partit pour Elmina. Toutefois, ses fonctions de ministre et missionnaire s’avérèrent difficiles. Les marchands d’esclaves blancs ne l’aimaient pas parce qu’il était noir et parce qu’il n’approuvait pas les liaisons extraconjugales des négriers. Le contact avec les autres Africains était difficile parce que Capitein était devenu trop néerlandais, et ses efforts pour baptiser la population locale se sont avérés infructueux. Afin d’améliorer ses contacts avec les Africains, Capitein a proposé d’épouser une fille du pays, mais l’église n’a pas approuvé son mariage avec une païenne et lui a trouvé, à la place, une épouse néerlandaise, Antonia Ginderdros, qu’il épousa en 1745, le premier mariage entre Européens à Elmina.
Bien qu’il ait eu peu de succès en tant que missionnaire, Capitein a réussi à mettre en place une école et un orphelinat à Elmina. Son plus grand succès est survenu en 1744 quand le roi des Ashantis, Opoku Ware I, a demandé à Capitein d’éduquer ses enfants, mais il n’obtint pas la permission de les envoyer aux Pays-Bas  à cet effet. Toutefois, l’un des princes, Gyakye, fut envoyé, porteur d’un don de dix dents d’éléphant, en mission diplomatique auprès de la République néerlandaise.

## Sources
- (en)/(nl) Cet article est partiellement ou en totalité issu des articles intitulés en anglais « Jacobus Capitein » (voir la liste des auteurs) et en néerlandais « Jacobus Capitein » (voir la liste des auteurs).